# Philip Strange
Philip Strange (1889 — 1959) foi um ator britânico da era do cinema mudo.

## Filmografia selecionada
- The Ace of Cads (1926)
- Broadway Nights (1927)
- Wall Street (1929)
- The Unholy Night (1929)
- The Rescue (1929)
- A Notorious Affair (1930)
- Black Coffee (1931)
- Money for Nothing (1932)
- Loyalties (1933)
- Borrowed Clothes (1934)
- Romance in Rhythm (1934)
- The Scarlet Pimpernel (1934)
- The High Command (1938)
- Trottie True (1949)